# Settimio Simonini
Settimio o Settimo Simonini (Milazzo, Itàlia, 8 de juliol de 1913 - Angera, Itàlia, 8 de juny de 1986) va ser un ciclista italià que fou professional entre el 1936 i el 1951. En el seu palmarès destaquen dues victòries al Giro dels Apenins, el 1936 i 1948, així com un tercer lloc al Tour de Romandia de 1949 i una quarta i una cinquena posició al Giro d'Itàlia de 1938 i 1939.

## Palmarès
- 1936
  - 1r del Giro dels Apenins
- 1947
  - 1r a la La Nazionale a Romito Magra
- 1948
  - 1r del Giro dels Apenins
  - 1r a la Genova-Ventimiglia
- 1950
  - 1r a Montluçon
  - Vencedor d'una etapa a les Boucles de la Gartempe

### Resultats al Tour de França
- 1938. Abandona (9a etapa)

### Resultats al Giro d'Itàlia
- 1937. 16è de la classificació general
- 1938. 4t de la classificació general
- 1939. 5è de la classificació general
- 1940. 10è de la classificació general
- 1947. 26è de la classificació general
- 1948. 19è de la classificació general
- 1949. 13è de la classificació general